# 1101年十字軍東征
1101年十字軍東征是第一次十字军东征後歐洲人於1100年至1101年間發起的一次十字軍東征戰役。當時新成立的耶路撒冷王国正對外尋求支援，此時的教皇烏爾巴諾二世正號召人們再次東征。 